# Seothyra barnardi
Seothyra barnardi är en spindelart som beskrevs av Ansie S. Dippenaar-Schoeman 1991. Seothyra barnardi ingår i släktet Seothyra och familjen sammetsspindlar.
Artens utbredningsområde är Botswana. Inga underarter finns listade i Catalogue of Life.